# Modern Chess Openings
Modern Chess Openings, conhecido mais pela sua abreviação, MCO, é um importante livro sobre aberturas de xadrez, publicado inicialmente em 1911, pelos jogadores britânicos Richard Clewin Griffith (1872-1955) e John Herbert White (1880-1920). Harry Golombek chamou-o de "primeiro estudo científico das aberturas no século XX". Apesar de o Handbuch des Schachpiels de Bilguer ser mais autorizado, ele foi publicado pela última vez entre 1912 e 1916, e tornou-se obsoleto na década de 1930. O MCO era popular entre os jogadores de fala inglesa e continuou a ser atualizado pelo século XX, com quinze edições de 1911 a 2008. As primeiras edições eram pequenas o suficiente para caber em um bolso (a primeira edição tinha 190 páginas), mas edições posteriores cresceram e a décima-quinta e mais recente versão tem 768 páginas. A página xi desta edição descreve-o como "o trabalho padrão em língua inglesa sobre aberturas por quase um século".
As três primeiras edições (1911, 1913 e 1916) eram o trabalho de Griffith e White, com uma introdução de Henry Ernest Atkins. As edições seguintes até 1946 continuaram a ser atribuídas a Griffith e White, com Philip Walsingham Sergeant e Maurice Edward Goldstein fazendo as revisões, a partir da 4ª edição em 1925. Em 1939, Reuben Fine tornou-se o primeiro grande mestre a editar a MCO. Fine não pode trabalhar nas edições subsequentes da MCO, então em 1948 ele escreveu o Practical Chess Openings. Como o Practical Chess Openings não foi revisado nas edições seguintes, o MCO permaneceu como a referência de aberturas mais popular em língua inglesa.
O norte-americano Walter Korn trabalhou as edições 7ª a 13ª, assumindo a editoração a partir da MCO-8 em 1952. Korn recebeu assistência de Jack Collins, Larry Evans, e Nick de Firmian em algumas edições. As primeiras doze edições usavam notação descritiva para registrar os lances, e somente com a MCO-13, em 1990, a série começou a usar a notação algébrica. A versão mais recente, a MCO-15, de 2008, foi escrita e editada por de Firmian.